# Dombeya trohy
Dombeya trohy är en malvaväxtart som beskrevs av Arenes. Dombeya trohy ingår i släktet Dombeya och familjen malvaväxter. Inga underarter finns listade i Catalogue of Life.